# Key Largo (film)
Key Largo is een film noir uit 1948 van regisseur John Huston. De hoofdrollen worden vertolkt door Humphrey Bogart, Edward G. Robinson en Lauren Bacall. De film won een Academy Award en werd gebaseerd op het gelijknamige toneelstuk van Maxwell Anderson.

## Verhaal
Frank McCloud is een oorlogsveteraan. Tijdens de Tweede Wereldoorlog verloor hij een goede vriend. Als eerbetoon bezoekt Frank het kleine hotel waar zijn vriend woonde. Het hotel is in handen van de echtgenote, Nora Temple, en de invalide vader, James Temple, van Franks vriend.
Frank, Nora en James schieten goed met elkaar op. Hun prille vriendschap wordt verstoord door een misdaadbende onder leiding van gangster Johnny Rocco. Deze zoekt onderdak in het hotel omdat de buurt geteisterd wordt door een storm. Al gauw neemt Rocco het hele hotel over. Vader Temple kan niet ingrijpen en ook Frank durft niet overgaan tot actie. Maar zodra Rocco onschuldige mensen begint te doden en hij zijn alcoholverslaafde vriendin mishandelt, beseft Frank dat hij moet ingrijpen. Even later besluit Rocco met een boot richting Cuba te vluchten. Frank wordt verplicht mee te gaan omdat hij kan varen met de boot.
Tijdens de gevaarlijke tocht op zee vermoordt Frank een voor een alle leden van Rocco's bende. Uiteindelijk doodt Frank ook Rocco zelf, waarna hij met de boot terugvaart naar het hotel.

## Rolverdeling
| Acteur             | Personage                   |
| ------------------ | --------------------------- |
| Humphrey Bogart    | Maj. Frank McCloud          |
| Edward G. Robinson | Johnny Rocco/Howard Brown   |
| Lauren Bacall      | Nora Temple                 |
| Lionel Barrymore   | James Temple                |
| Claire Trevor      | Gaye Dawn                   |
| Thomas Gomez       | Richard "Curly" Hoff        |
| Harry Lewis        | Edward "Toots" Bass         |
| John Rodney        | Deputy Sheriff Clyde Sawyer |
| Marc Lawrence      | Ziggy                       |
| Dan Seymour        | Angel Garcia                |
| Monte Blue         | Sheriff Ben Wade            |
| William Haade      | Ralph Feeney                |

## Titel van de film

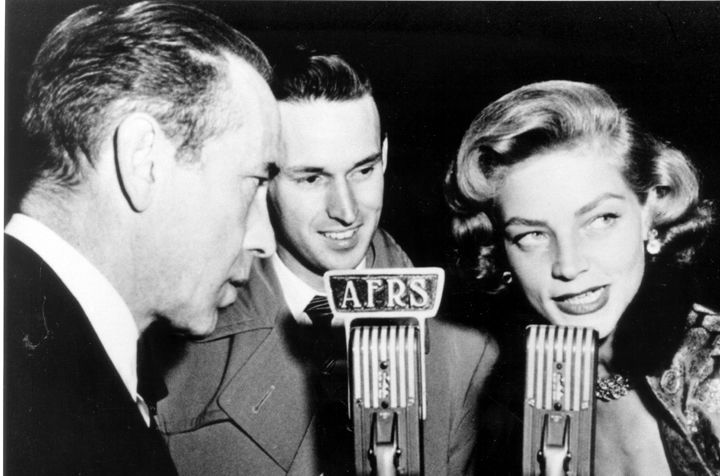
Humphrey Bogart (l) en Lauren Bacall (r).

De titel van de film (en het originele toneelstuk van Maxwell Anderson) verwijzen naar de locatie van het hotel in Key Largo, Florida.

## Productie
In 1939 schreef Maxwell Anderson het toneelstuk Key Largo. Het toneelstuk draaide om Frank, een man die ten tijde van de Spaanse Burgeroorlog was gedeserteerd. In Key Largo beschermde hij vervolgens een familie die door Mexicaanse bandieten werd aangevallen. Frank werd gespeeld door acteur Paul Muni.
In 1948 bracht regisseur John Huston het verhaal naar het witte doek. De plot werd aangepast aan de tijd: de Spaanse Burgeroorlog werd vervangen door Wereldoorlog II. Maar ook de meeste personages ondergingen een aanpassing. Zo werd Frank een oorlogsheld, en niet langer een deserteur. De Mexicaanse bandieten werden dan weer vervangen door de bende van Johnny Rocco.
De hoofdrollen werden in de film ingevuld door Edward G. Robinson, Humphrey Bogart en diens echtgenote Lauren Bacall. Key Largo was de vierde en laatste keer dat Bogart en Bacall samen in een film te zien waren.

## Prijzen
Academy Award
- 1949 - Best Actress in Supporting Role - Claire Trevor